# Canada House
Canada House (en francés: Maison du Canada) es un edificio de estilo neogriego situado en Trafalgar Square, en Londres. Está catalogado como edificio de grado II* desde 1970.  Ha servido como oficinas de la Alta Comisión de Canadá en el Reino Unido desde 1925.

## Historia
El edificio que más tarde se conocería como Canada House fue construido entre 1824 y 1827 según los diseños de Sir Robert Smirke, el arquitecto del Museo Británico. Originalmente eran dos edificios utilizados por el Union Club y el Royal College of Physicians. Bajo el liderazgo del Alto Comisionado Peter Charles Larkin, el gobierno canadiense adquirió el Union Club en 1923 por la suma de £ 223,000. La intención de Larkin era centralizar el trabajo de 200 empleados canadienses repartidos entre las oficinas de Victoria Street en un edificio central. Las renovaciones costaron 1,3 millones de dólares canadienses y fueron supervisadas por el arquitecto Septimus Warwick, quien trasladó la entrada principal de Trafalgar Square a Cockspur Street. Los diseñadores importaron muebles, alfombras y pisos de arce y abedul canadienses. El exterior se recladó en piedra de Portland para que coincida con la fachada del Royal College of Physicians. El edificio fue inaugurado oficialmente el 29 de junio de 1925 por el rey Jorge V.
Cuando declaró inaugurada la Casa de Canadá, el rey Jorge V dijo: «Canadá es un gran país: similar en el sentido literal de vasta extensión de 'mar a mar' y grande en logros y promesas: y es justo y necesario que sus representantes oficiales aquí debe alojarse de una manera digna del Dominio y adecuada para el desempeño de sus siempre crecientes e importantes deberes».
Durante el Blitz de Londres, una bomba cayó cerca del edificio, a solo 20 yardas (18,3 m) lejos del futuro primer ministro canadiense Lester B. Pearson, quien era el secretario del Alto Comisionado en ese momento. Canadá aumentó su presencia adquiriendo la futura Macdonald House, ubicada en 1 Grosvenor Square en Mayfair, en 1961.
En 1993, el gobierno canadiense cerró Canada House como medida de reducción de costos con la intención de venderla. Un cambio de gobierno en Canadá vio esta decisión revertida y en su lugar se planearon renovaciones, a partir de 1997. El edificio fue reabierto oficialmente por la reina Isabel II, como reina de Canadá, en mayo de 1998. Para conmemorar la reapertura, un destacamento del 3.er Batallón, la Infantería Ligera Canadiense de la Princesa Patricia, llegó a Londres y montó la Guardia de la Reina en el Palacio de Buckingham.

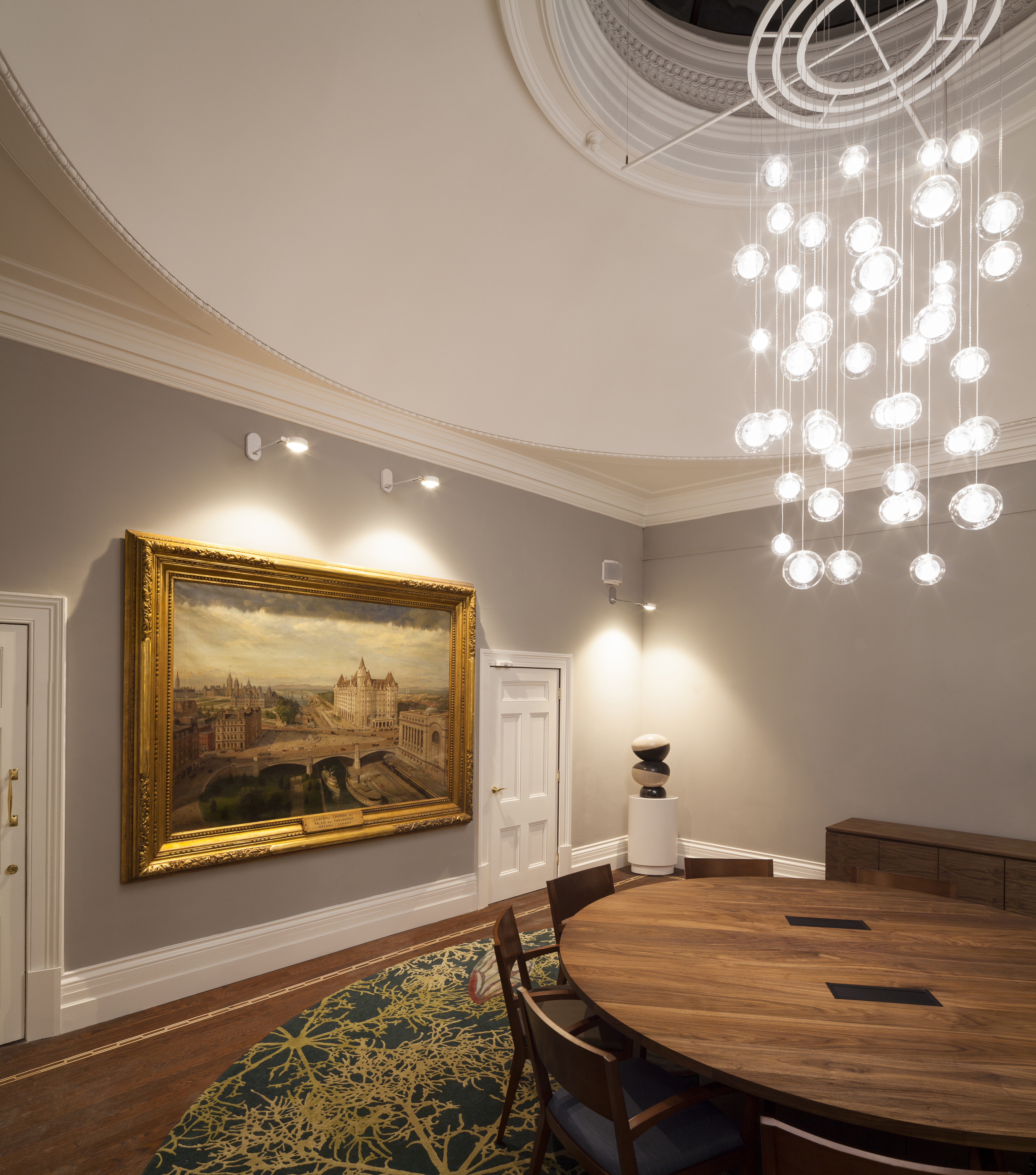
La habitación Ontario, Canada House.

Canada House se cerró de nuevo en 2010 y se volvió a abrir en 2012 para el Jubileo de Diamante. Se utilizó como Casa Olímpica de Canadá durante los Juegos Olímpicos de Verano de 2012 en Londres. El trabajo principal de la Alta Comisión, incluidas las funciones consulares, de asuntos públicos, políticos, comerciales y administrativos, se llevó a cabo desde Macdonald House en Mayfair. En febrero de 2013, el Gobierno de Canadá anunció que consolidaría su presencia diplomática en Canada House y vendería Macdonald House. Como parte del plan, el edificio contiguo a Canada House, conocido como 2-4 Cockspur Street, fue adquirido por Canadá en 2013 (hasta la fecha, 2-4 Cockspur Street sirvió como sede del Departamento de Cultura, Medios y Deporte). El edificio en 2-4 Cockspur Street fue construido entre 1926-29 para Sun Life Assurance Company de Canadá y había servido como cuartel general en el extranjero del ejército canadiense en Londres durante la Segunda Guerra Mundial. Durante los dos años siguientes, se renovaron 2-4 Cockspur Street y Canada House. Como parte de la renovación, 2-4 Cockspur Street se unió a Canada House en julio de 2014. En noviembre de 2013 se vendió Macdonald House, aunque como parte de la transacción se permitió al personal diplomático quedarse hasta que se completaran las renovaciones de Canada House y el personal diplomático no se mudó a Canada House hasta diciembre de 2014.
La Alta Comisión Canadiense transfirió todas sus funciones diplomáticas a Canada House el 15 de diciembre de 2014. La reina Isabel II y el duque de Edimburgo reinauguraron oficialmente Canada House el 19 de febrero de 2015.

## Funciones actuales
Canada House es la sede de la Alta Comisión de Canadá en el Reino Unido. Alberga instalaciones consulares para que los canadienses renueven pasaportes o soliciten asistencia de emergencia, servicios de procesamiento de visa y inmigración, una oficina de enlace militar, oficiales comerciales, oficiales políticos y una sección de asuntos públicos. Canada House se utiliza para eventos especiales, conferencias, recepciones, charlas y almuerzos. La Canada House Gallery presenta exposiciones de arte y artefactos históricos y contemporáneos.

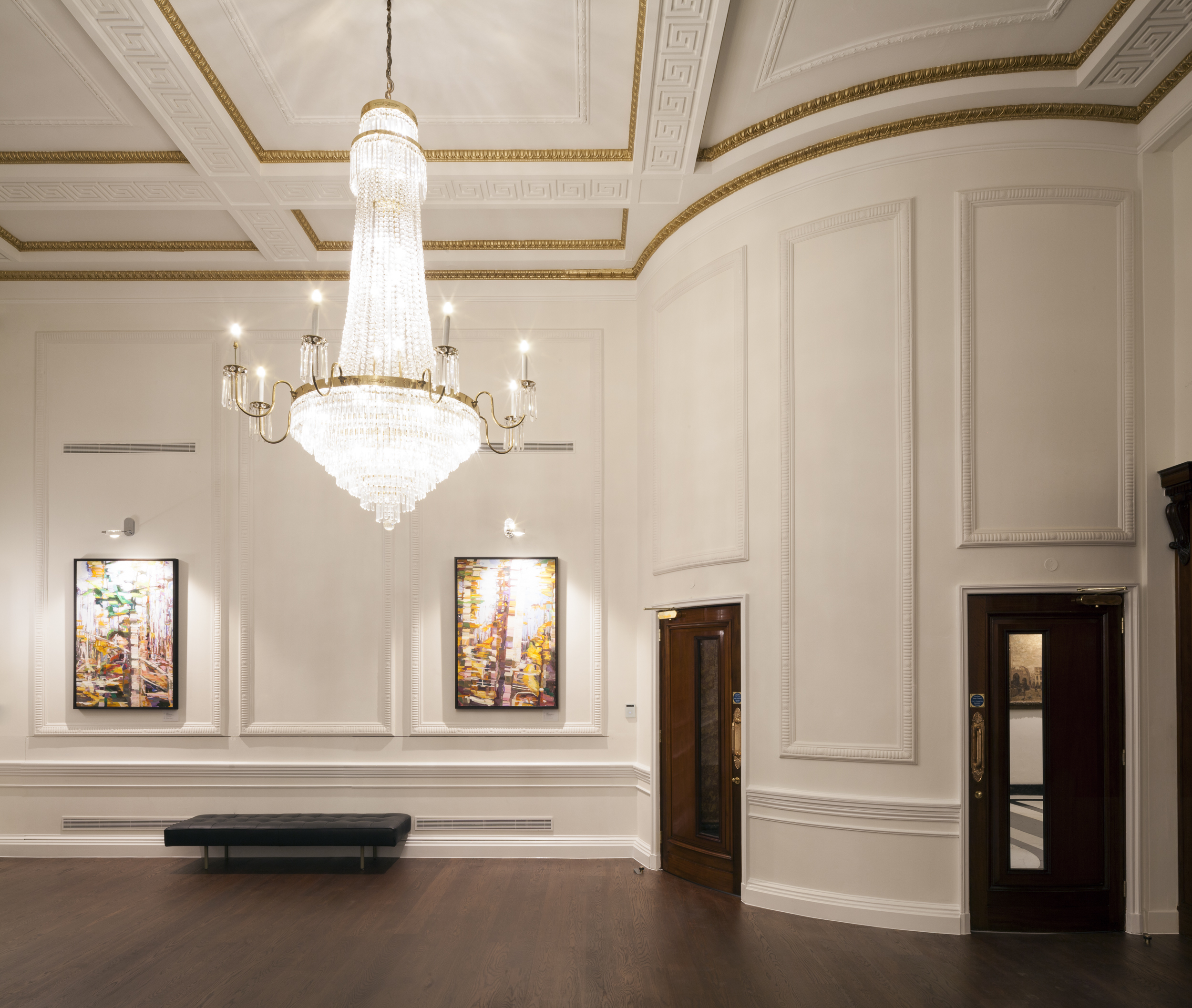
Habitación Mackenzie King, área de recepción, Canada House

## Galería

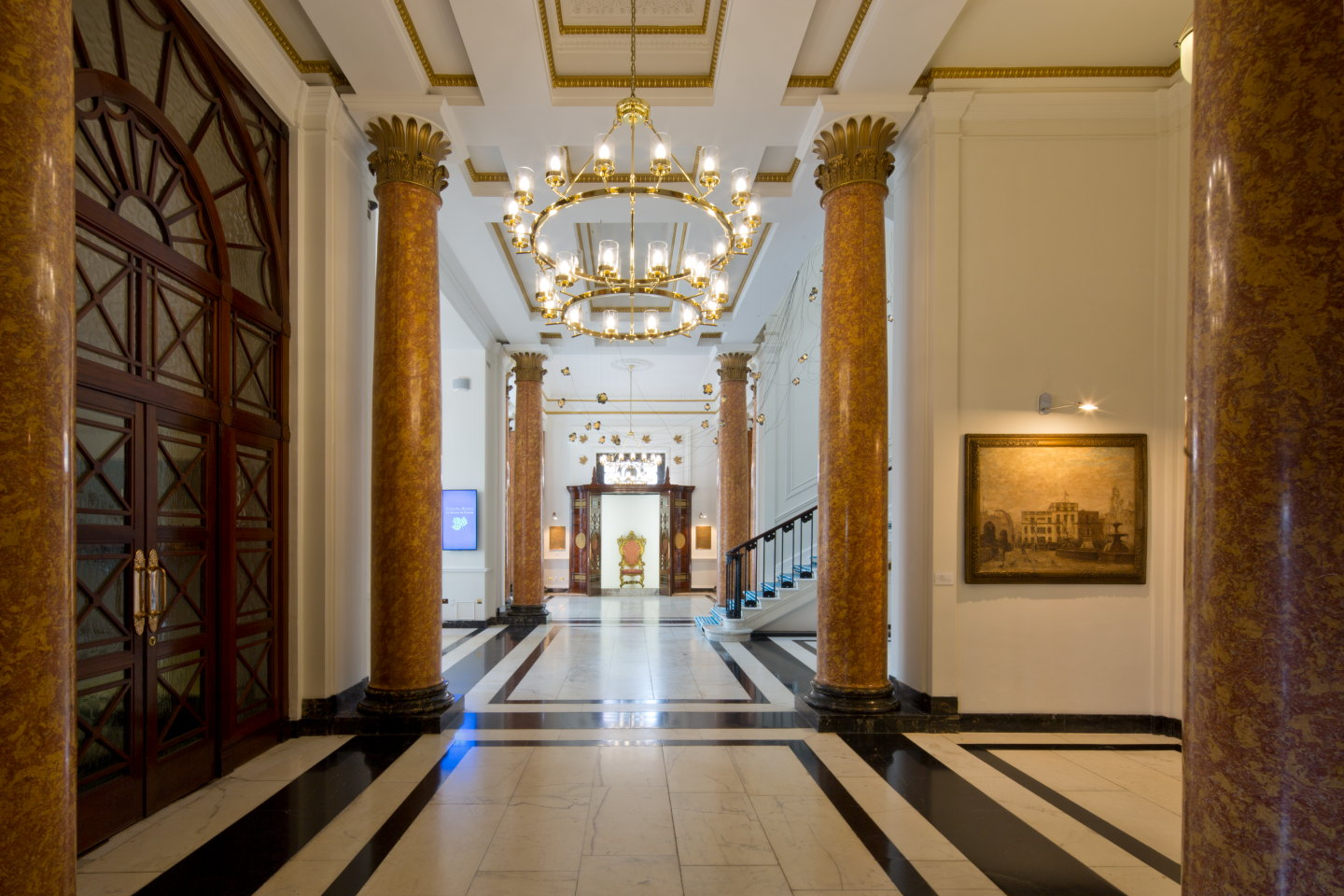
Entrada principal de Canada House

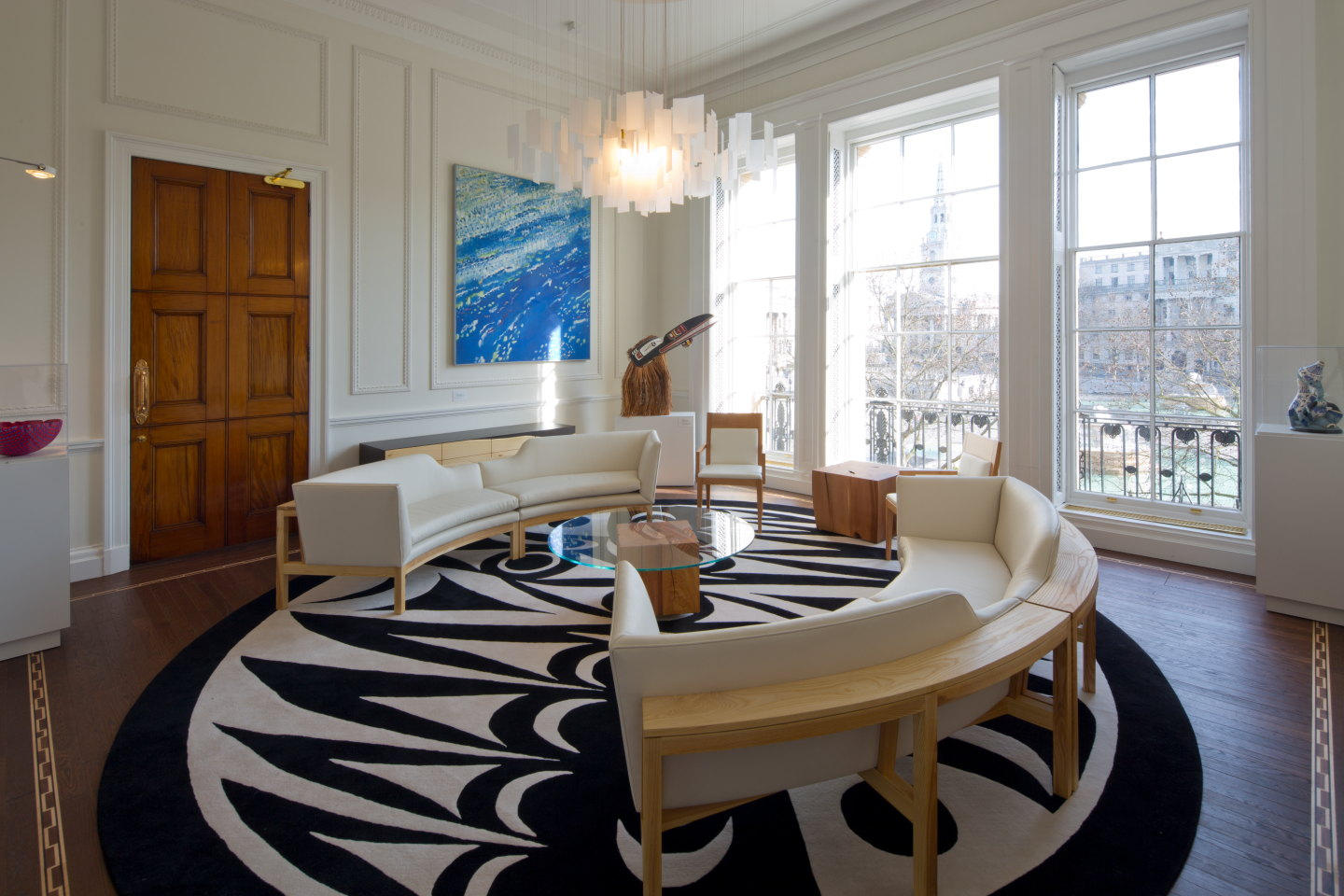
Habitación Columbia Británica, Casa Canadá

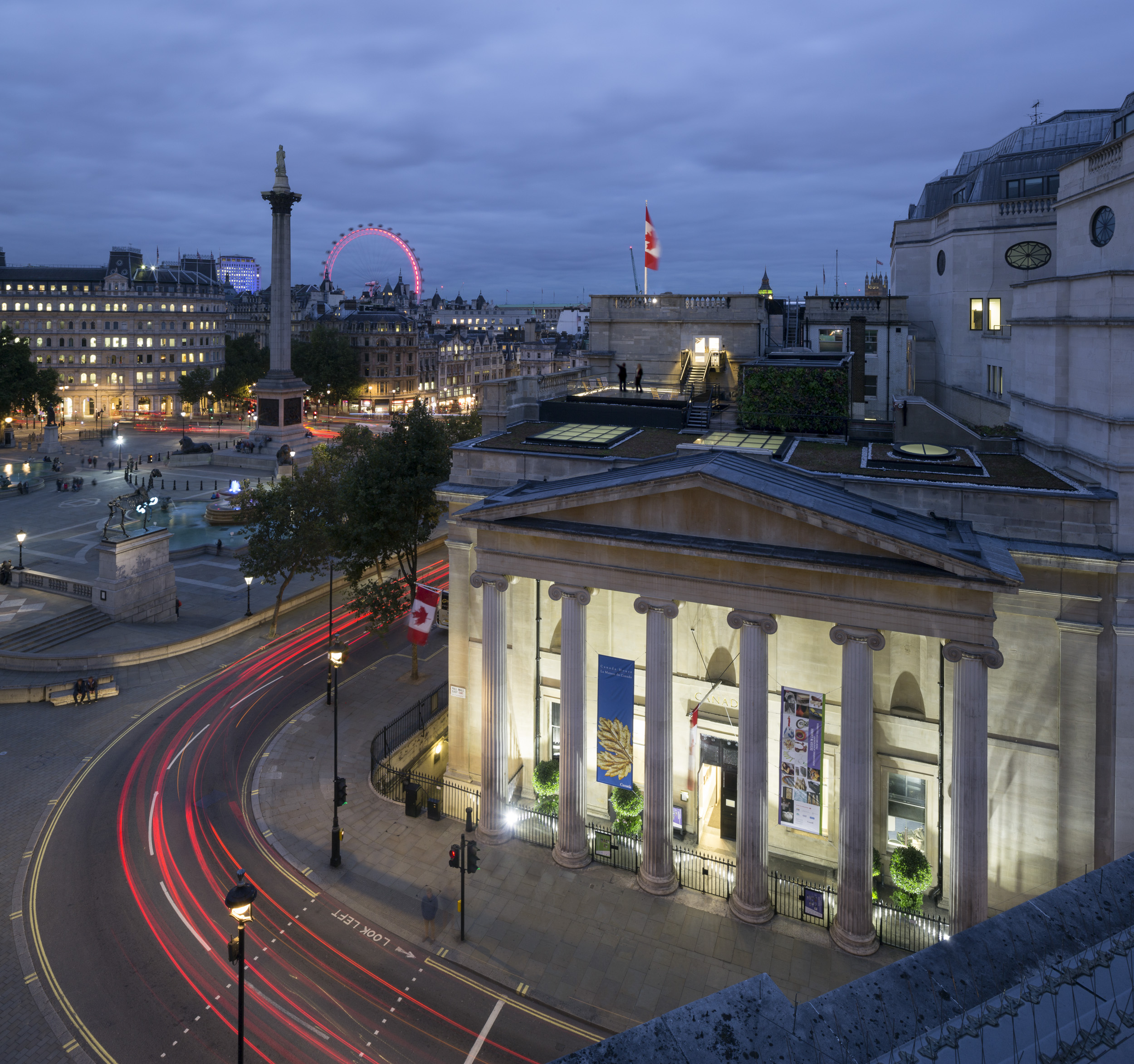
Vista aérea de Canada House y Trafalgar Sq

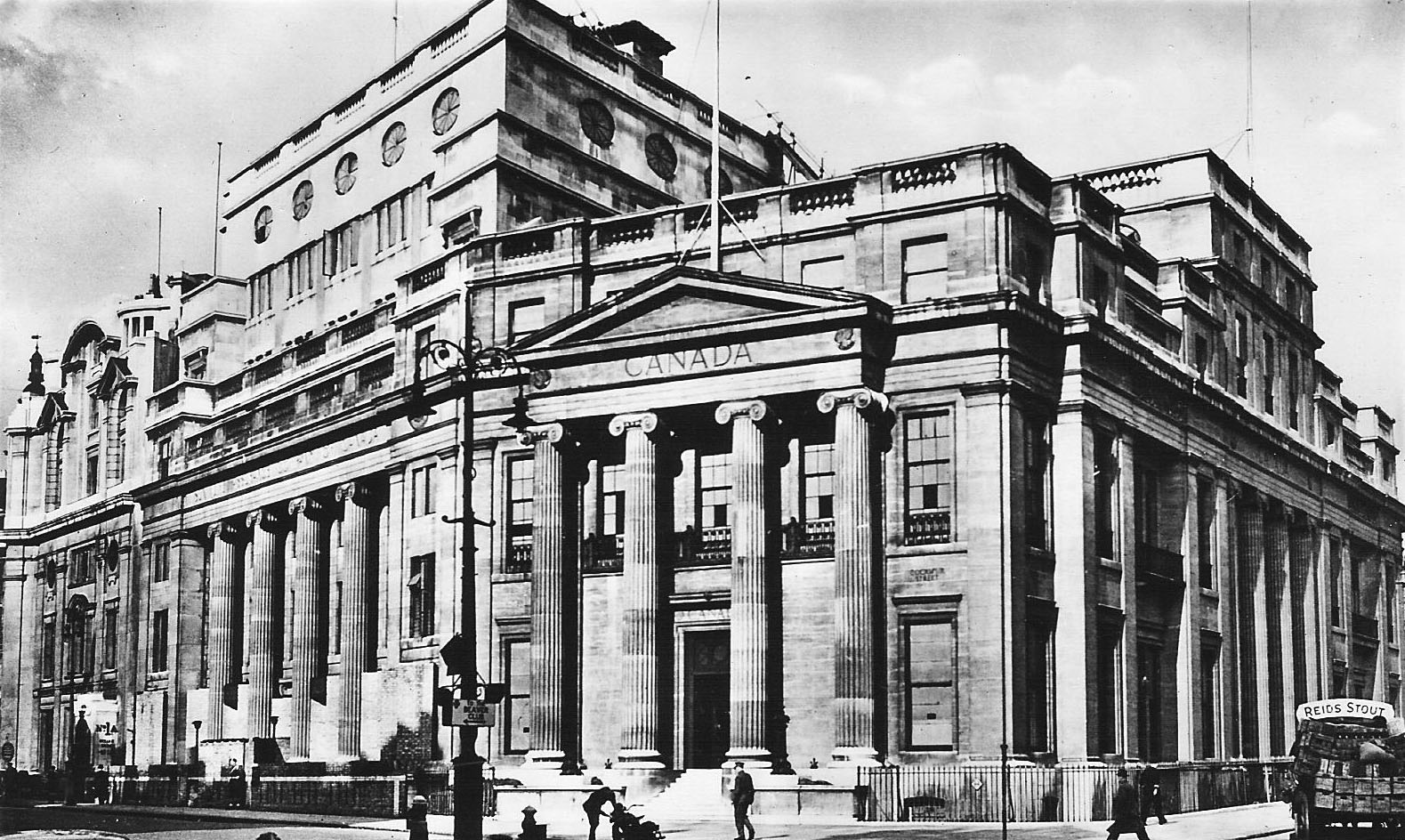
Canada House en 1926
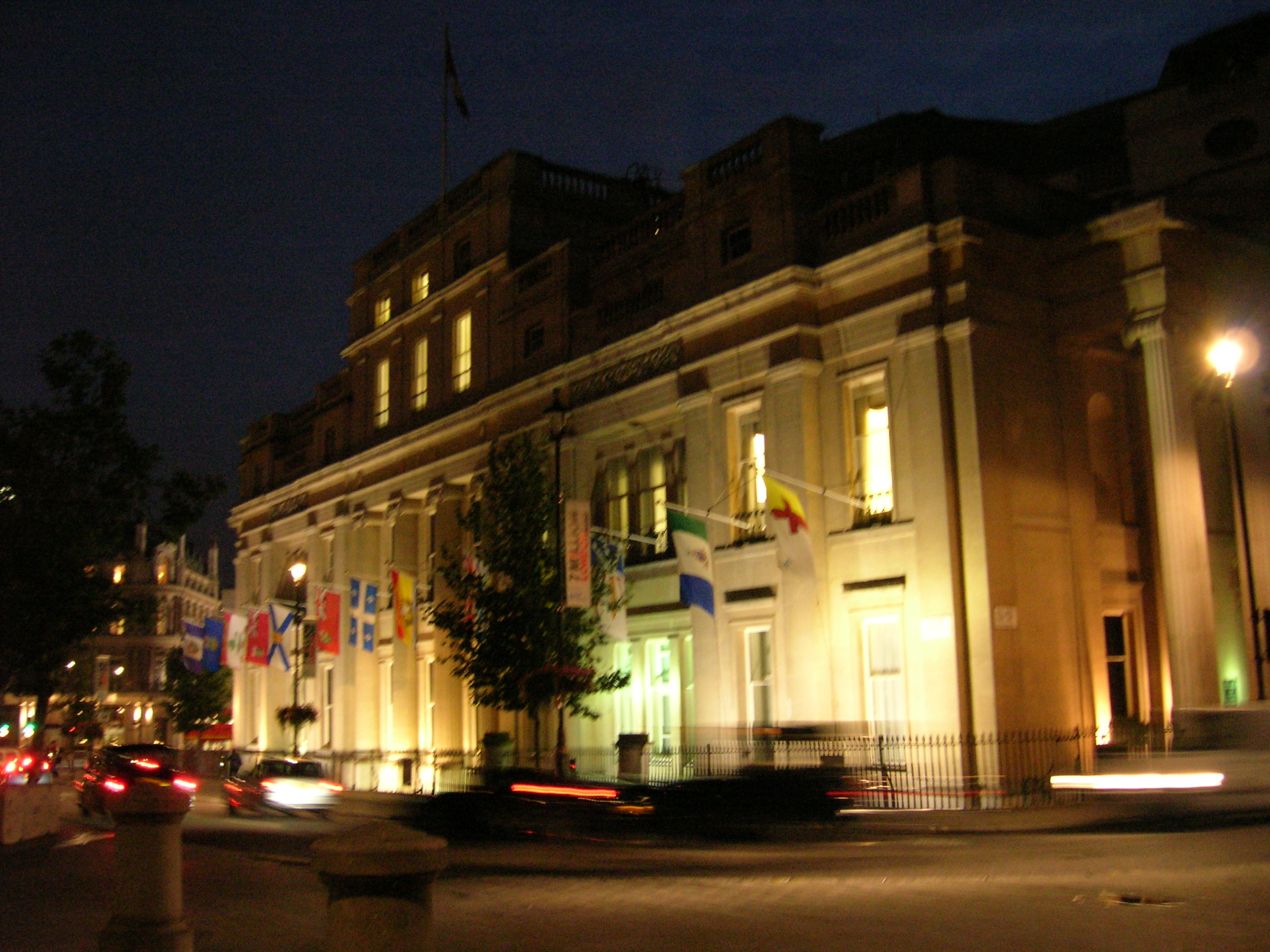
Canada House por la noche, mostrando las banderas de las provincias y territorios de Canadá en el lateral
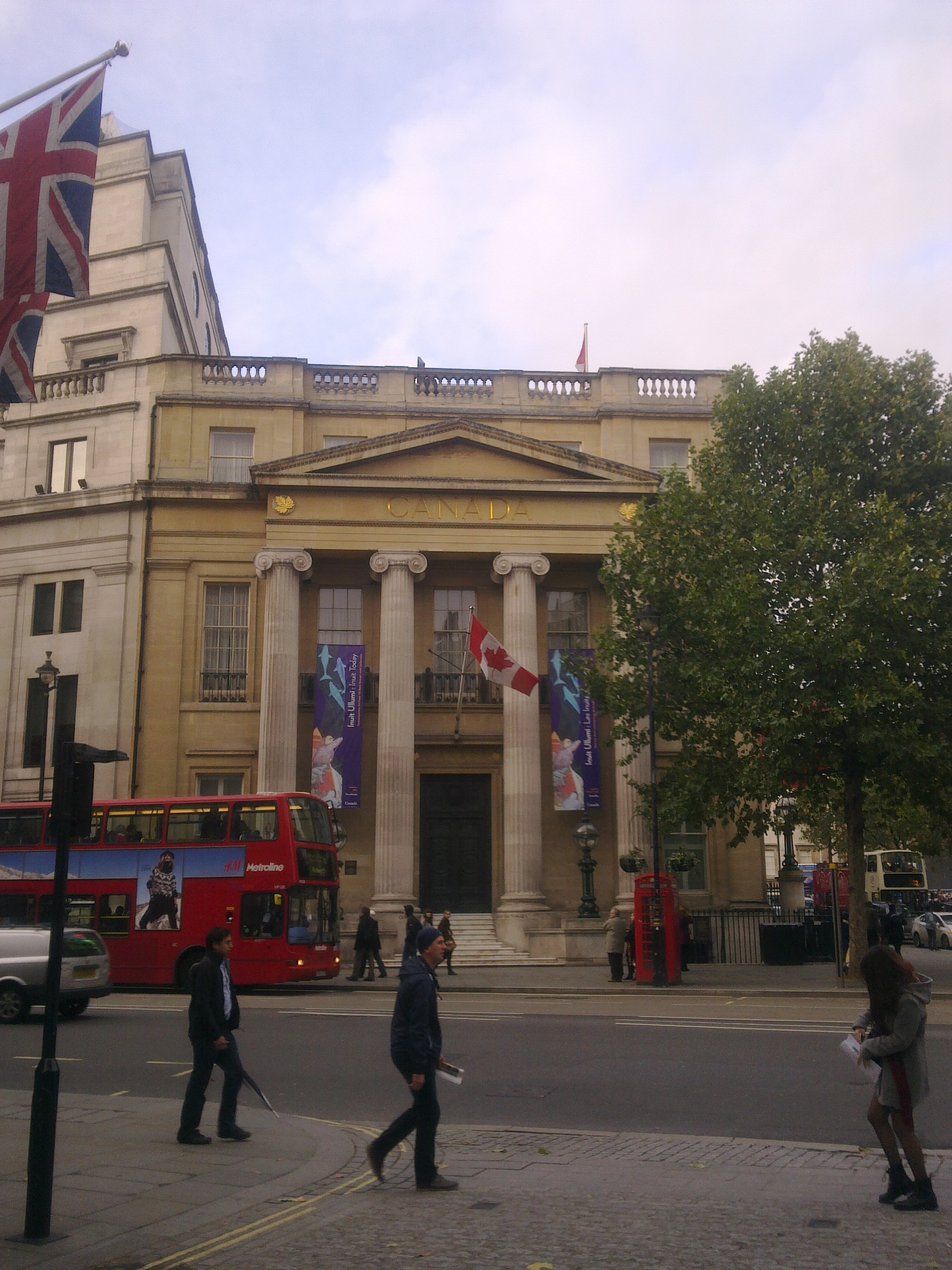
Entrada por la calle Cockspur
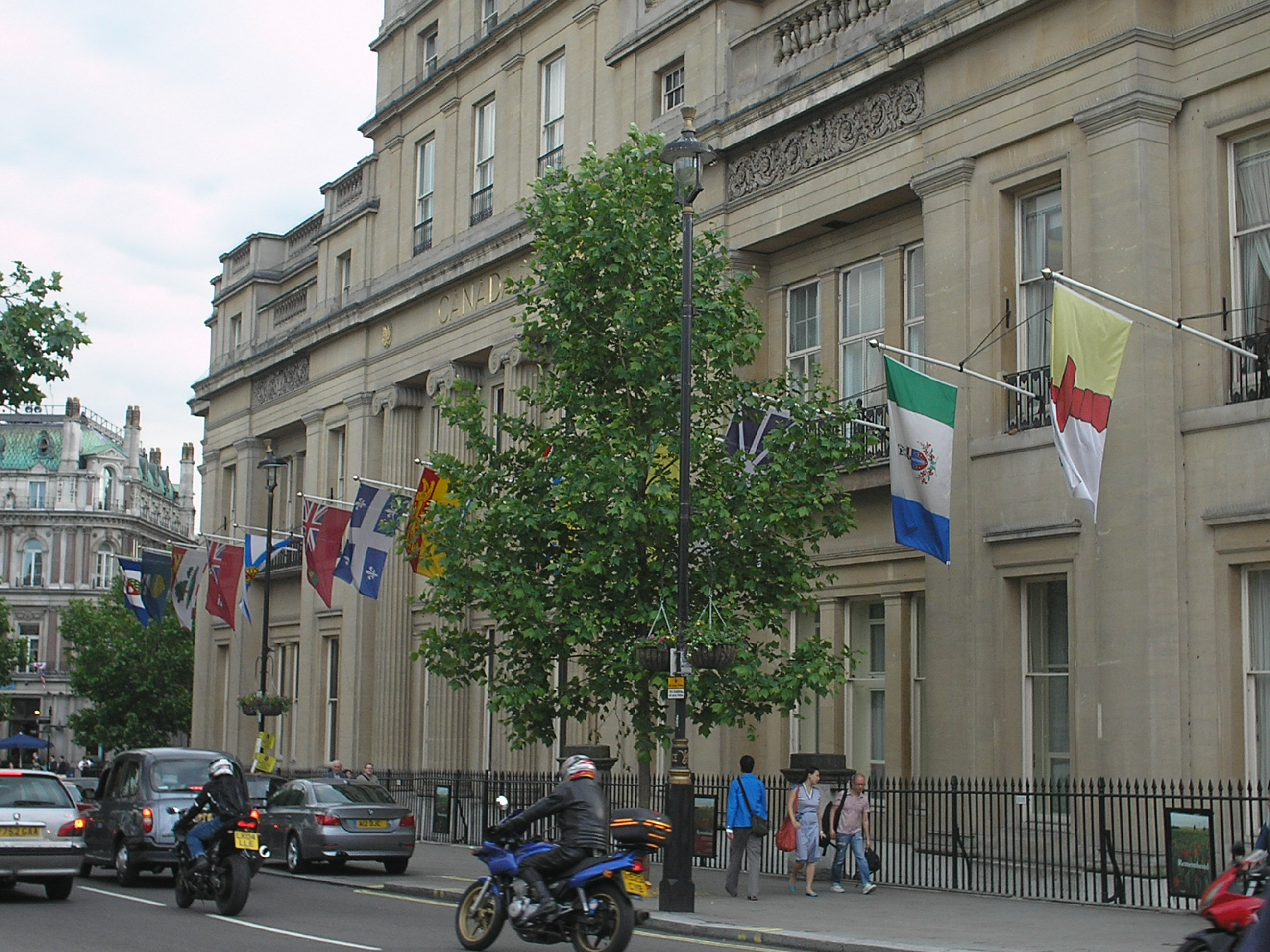
Banderas provinciales y territoriales en la Canada House

## Véase también

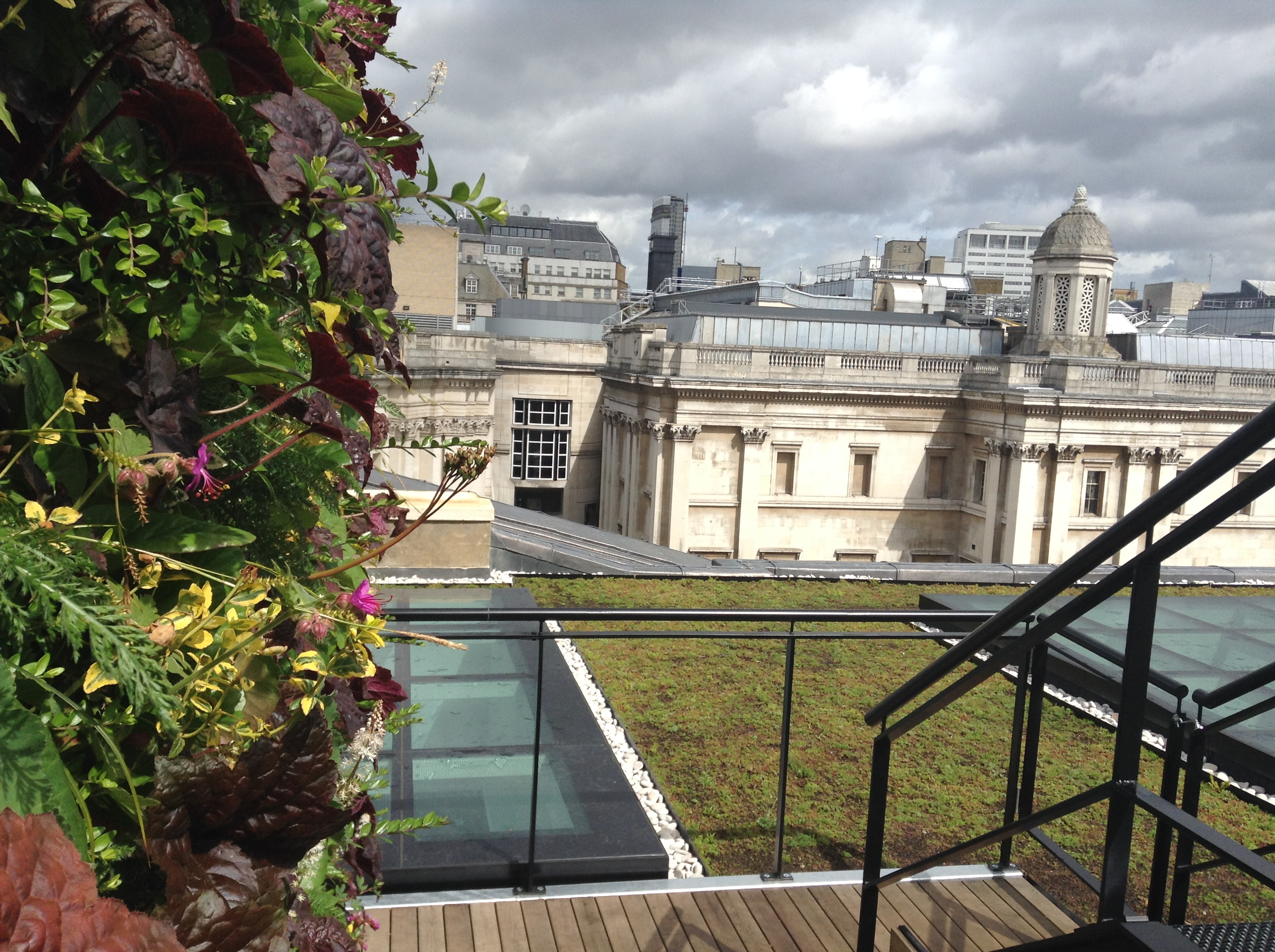
Techo verde en la parte superior de la Canada House